# Буссар, Эрве
Эрве Буссар (фр. Hervé Boussard, 8 марта 1966, Питивье, Франция — 26 июня 2013, Лезиньи, Франция) — французский велогонщик, бронзовый призёр летних Олимпийских игр в Барселоне 1992 года в командной гонке с раздельным стартом.

## Спортивная карьера
Выиграл гонки Circuit des plages vendéennes и Jean-Pierre Demenois. На летних Олимпийских играх в Барселоне (1992) в составе сборной Франции завоевал бронзовую медаль в командной гонке с раздельным стартом. В 1993 г. стал участником профессиональной команды CM Aubervilliers 93, с ней выиграл coupe de France DN 93.
С 1994 г. выступал за команду BigMat-Auber, закончив карьеру в 1997 г. Затем перешёл на тренерскую работу. В 2003 г. становится президентом комитета по велоспорту региона Нор — Па-де-Кале. В 2007 г. возглавляет молодёжную сборную la Team Wasquehal Juniors, с которой добивается значительных результатов. В 2011 г. его ученики Арно Демар и Адриен Пети заняли первое и вторые места в групповой гонке на чемпионате мира среди андеров в Копенгагене. 